# ウォルト・ディズニー・ワールド・リゾート
ウォルト・ディズニー・ワールド・リゾート（英語: Walt Disney World Resort、略称: WDW）とは、アメリカ合衆国・フロリダ州オーランドにある世界最大のディズニーリゾートであり、また、世界最大級のリゾートの1つでもある。ディズニーパークやウォーターパークを中心に多彩な施設が広がり、ディズニー社の一部門であるディズニー・エクスペリエンスが運営している。

## 概要
ウォルト・ディズニー・ワールド・リゾート（以下、WDW）の面積は111.37km²（43平方マイル）に達し、東京都の山手線内側2つ分がすっぽり収まる広大なリゾートである。
WDWには、4つのディズニーパーク、2つのディズニーウォーターパーク、100軒以上のレストラン、30軒のディズニーホテル、6つのゴルフコース、13つのボウリング場、24面のテニスコート、1つのF1レーシングトラック、3つのビューティースパ、34棟のショッピングモール、2つのケーブルカーシステム、18,000台分の駐車場などがあり、小都市にも匹敵する規模を誇る。
開業以来、WDWは多くの観光客を魅了し、リゾート業界を代表する存在へと成長した。現在では、単なるテーマパークを超え、米国という国のエンターテインメントや娯楽文化を象徴する施設となっている。

### リーディ・クリーク・インプルーブメント・アクト
1967年に施行されたフロリダ州法『リーディ・クリーク改善法』により、WDWは独立した特別地区として自治権を与えられ、多くの州法の適用が免除されていた。また、電力や水道、消防などのインフラを自前で整備・管理する権限も持っていた。
しかし、2022年3月、フロリダ州では小学校における教師の性的指向や性自認に関する議論を事実上禁止する法律（通称：『ゲイと言うな（Don't Say Gay）』法案）が成立。ウォルト・ディズニー・カンパニーは、この法律がLGBTQ+の子供たちへの差別につながる可能性があるとして反対を表明した。

これを受け、共和党のフロリダ州知事ロン・デサンティスは同年4月22日、WDWの自治権を2023年6月1日付で剥奪する法案に署名し、成立を宣言した。

## 開業の経緯

### 計画

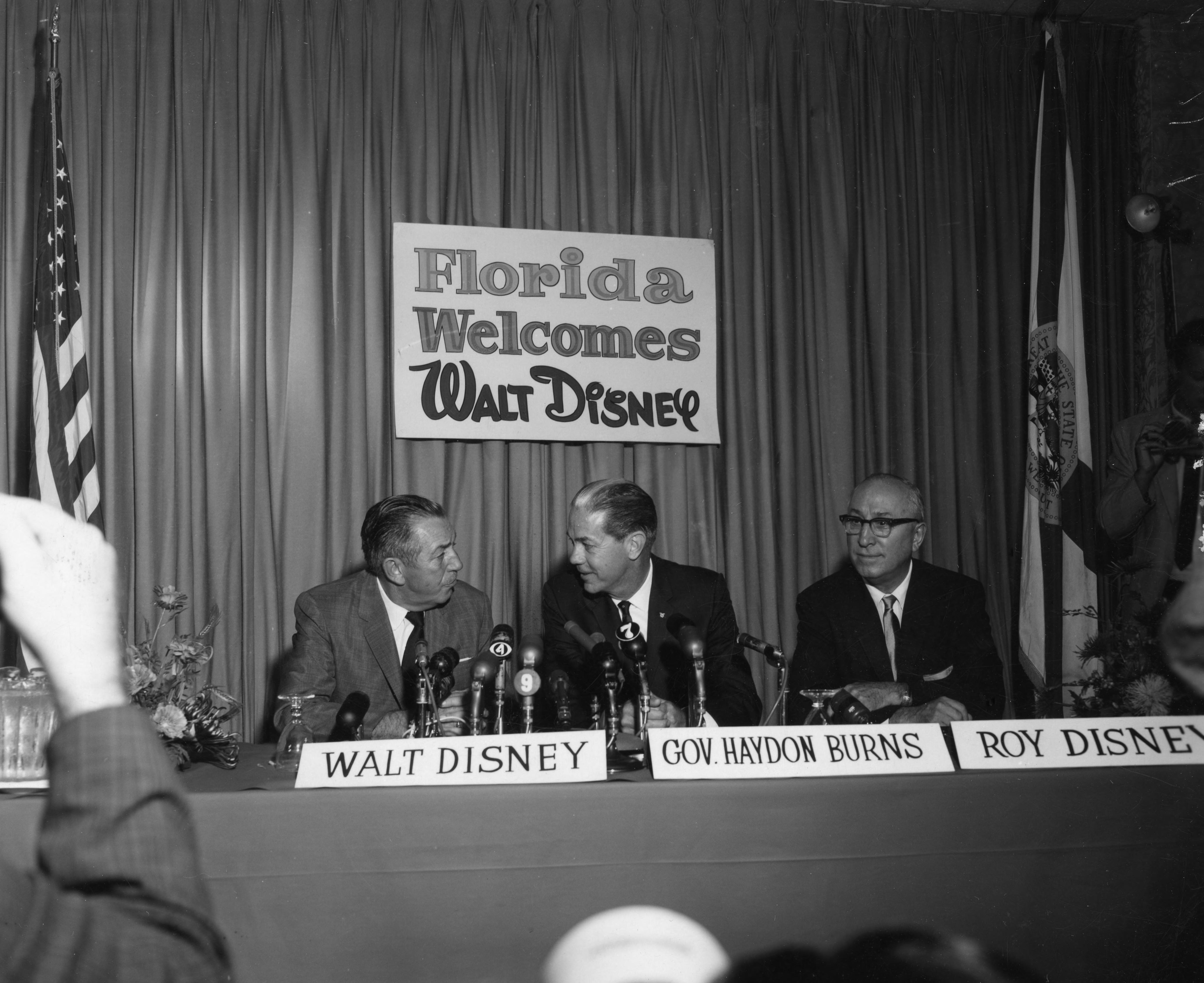
ウォルト・ディズニー(左)、ロイ・O・ディズニー(右)、当時のフロリダ州知事ヘイドン・バーンズ(中央)、ディズニー・ワールド建設の発表会見にて（1965年）

1959年、ウォルト・ディズニー・プロダクション（現：ウォルト・ディズニー・カンパニー）は、ディズニーランドの来客者数が順調に増加していった事を踏まえ、第2のディズニーランドを作る計画を発案。その建設地を探し始めた。当時の調査によると、カリフォルニアにあるディズニーランドには多くの客が訪れていたものの、東海岸から来る客は全体のわずか5%だった。この当時、東海岸は全米の75%の人口を有しており、まだまだ客層を広げるチャンスがあると考えた。
さらに、ウォルト・ディズニーはディズニーランドの名を使って商売する他の企業に嫌気がさし、周囲の環境までコントロールできる巨大な土地を求めていた。1963年11月、ディズニー社は候補をいくつかの土地に絞った。そして湿地帯のため手を出す人は少ないため土地の値段も安く、近くで高速道路や空港が建設途中だったフロリダ州オーランドに決定した。しかし他者に「フロリダ・プロジェクト」と呼ばれるこの計画を知られないよう、土地の購入はいくつもの身代り会社を用いて行われた。
しかしほとんどが沼地であるこの地に大規模な施設を建設することは容易ではなく、まず大規模な土壌改善が必要だった。ディズニーランドで起きた失敗の一つとして、キャストがゲストに姿を見られないよう移動できる通路が足りなかったため、エリアの設定とは異なるキャストが移動のためそこを通り世界観を壊すというものがあった。そのためディズニー・ワールドでは地下にキャストや物資を移動させるためのトンネルを作る必要があり、湿地帯の土壌はトンネル建設には全くといっていいほど向かなかった。こうしたこともあって、工事の計画は当初の予定よりもはるかに大規模なものへとなっていった。また湿地帯は大規模な灌漑が行われ、運河によって水はけがよくなり、その流水はフロリダ南部のエバーグレーズ地方の水不足を解消した。

### EPCOT計画
一方ウォルトは、この土地を使ってただの第2のディズニーランドではなく、一つの都市を作ろうと考えるようになっていった。多くの孫を持つようになっていたウォルトは、彼らが安心して暮らせる清潔で、犯罪の少ない理想都市を求めていたのだった。さらにこの頃に開催された1964年/1965年ニューヨーク世界博覧会にディズニーは複数のパビリオンを出展し、いずれも大盛況となった。それによってウォルトは、自身のエンターテイメントが東海岸の人々にも受け入れられていると確信し、都市計画を進めることに決めた。
彼はこの計画を「実験的未来都市、EPCOT」（EPCOT = Experimental Prototype Community of Tomorrow)と名付け設計を始める。1966年10月、ウォルトはマジック・キングダムの周辺に巨大な都市を作ることを説明するビデオを製作した。このビデオの中で使用された模型は今もマジック・キングダムで展示が行われている。

### 建設と開業

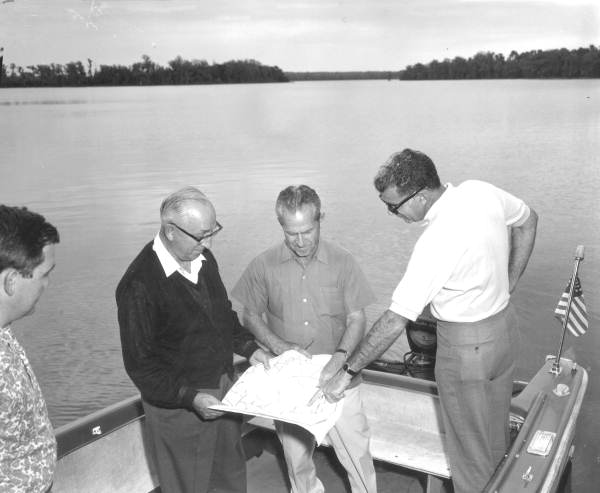
建設予定地を視察するロイ・O・ディズニー

計画が順調に進む矢先、1966年12月15日に肺癌によってウォルトが死去する。ウォルトの兄ロイ・O・ディズニーは、弟の遺志を引き継ぎ、退職を延期して建設を視察するなどした。また転換社債を大量に発行して無借金で莫大な建設費用を調達した。しかしウォルトが夢見たEPCOT計画はウォルト抜きでの実現は難しいと考え、未来というテーマだけを残した新たなパークを造ることにした。
そして1971年10月1日、ディズニーランドのフロリダ版ともいえるマジック・キングダムを核にウォルト・ディズニー・ワールドは開園。その際、ロイは名称を「ディズニー・ワールド」から「ウォルト・ディズニー・ワールド」に変更している。その理由として、「フォード社の名は皆が知っているがそれを作り上げたヘンリー・フォードの名を知るものは少ない。しかしウォルト・ディズニー・ワールドがある限り、世界中の人々がこれらを作り上げた男の名を知るだろう」と開業の際に語っている。ロイはその後1971年12月20日、ウォルト・ディズニー・ワールドの開業からわずか3か月足らずで息を引き取った。
かつてギネスブックにおいて「最大の遊園地」として認定されていたことがある。

## 沿革
- 1965年11月15日 - ウォルト・ディズニーがフロリダ・プロジェクトを発表
- 1967年
  - - ウォルト・ディズニー・ワールドの建設が開始。
  - - 州法「リーディ・クリーク・インプルーブメント・アクト」が成立。ディズニー・ワールド内が多くの州規則の適用や、税金の一部が免除される特別地区となった[3]。
- 1971年10月1日 - 「マジック・キングダム」、「コンテンポラリー・リゾート」、「ポリネシアン・ヴィレッジ・リゾート」、「フォート・ウィルダネス・リゾート&キャンプグラウンド」開業
- 1974年4月8日 - 「ディスカバリー・アイランド」開業
- 1975年3月22日 - 「ウォルト・ディズニー・ヴィレッジ・マーケットプレイス」開業
- 1976年6月20日 - 「ディズニー・リバー・カントリー」開業
- 1982年10月1日 - 「エプコット・センター」開業
- 1988年10月1日 - 「グランド・フロリディアン・リゾート&スパ」、「カリビアン・ビーチ・リゾート」開業
- 1989年
  - 5月1日 - 「ディズニー・MGM・スタジオ」、「プレジャー・アイランド」開業
  - 6月1日 - 「ディズニー・タイフーン・ラグーン」開業
- 1990年
  - 1月13日 - 「ウォルト・ディズニー・ワールド・スワン」開業
  - 6月1日 - 「ウォルト・ディズニー・ワールド・ドルフィン」開業
  - 11月5日 - 「ヨット・クラブ・リゾート」開業
  - 11月19日 - 「ビーチ・クラブ・リゾート」開業
- 1991年
  - 5月17日 - 「ポート・オーリンズ・リゾート - フレンチ・クォーター」開業
  - 12月20日 - 「オールド・キー・ウェスト・リゾート」開業、ディズニー・バケーション・クラブ営業開始
- 1992年2月2日 - 「ポート・オーリンズ・リゾート - リバーサイド」開業
- 1994年
  - 4月24日 - 「オールスター・スポーツ・リゾート」開業
  - 5月28日 - 「ウィルダネス・ロッジ」開業
  - 11月日 - 「オールスター・ミュージック・リゾート」開業
- 1995年
  - 4月1日 - 「ディズニー・ブリザード・ビーチ」開業
  - 6月20日 - 「プレジャー・アイランド」と「ウォルト・ディズニー・ヴィレッジ・マーケットプレイス」が統合され「ダウンタウン・ディズニー」に改名
  - 11月28日 - 「ウォルト・ディズニー・ワールド・スピードウェイ」開業
- 1996年
  - 1月1日 - エプコット・センターがエプコットに改名
  - 7月1日 - 「ボードウォーク・イン」、「ボードウォーク・ヴィラ」開業
- 1997年
  - 3月28日 - 「ディズニー・ワイド・ワールド・オブ・スポーツ・コンプレックス」開業
  - 8月1日 - 「コロナド・スプリングス・リゾート」開業
- 1998年
  - 4月22日 - 「ディズニー・アニマル・キングダム」開業
  - 6月19日 - 「ディズニー・クエスト」開業
- 1999年
  - 1月15日 - 「オールスター・スポーツ・リゾート」開業
  - 4月8日 - 「ディスカバリー・アイランド」閉鎖
  - 9月15日 - ハリケーン・フロイドの影響で休業
- 2001年
  - 4月16日 - 「アニマル・キングダム・ロッジ」開業
  - 9月11日 - アメリカ同時多発テロ事件による保安上の理由で休業
  - 11月2日 - 「ディズニー・リバー・カントリー」閉鎖
- 2003年
  - 12月14日 - 「ポップ・センチュリー・リゾート」開業
- 2004年
  - 5月17日 - 「サラトガ・スプリングス・リゾート&スパ」開業
  - 8月13日 - ハリケーン・チャーリーの影響で休業
  - 9月4日〜9月5日 - ハリケーン・フランシスの影響で休業
  - 9月26日 - ハリケーン・ジャンヌの影響で休業
- 2008年1月7日 - 「ディズニー・MGM・スタジオ」が「ディズニー・ハリウッド・スタジオ」に改名
- 2011年 - 「ゴールデン・オーク」開業
- 2012年5月31日 - 「アート・オブ・アニメーション・リゾート」開業
- 2015年
  - 4月1日 - 「ポリネシアン・ヴィラ&バンガロー」開業
  - 8月9日 - 「ウォルト・ディズニー・ワールド・スピードウェイ」閉鎖
  - 9月29日 - 「ダウンタウン・ディズニー」が「ディズニー・スプリングス」に改名
- 2016年10月7日 - ハリケーン・マシューの影響で休業
- 2017年
  - 7月3日 - 「ディズニー・クエスト」閉鎖
  - 7月17日 - 「コッパークリーク・ヴィラ&キャビン」開業
  - 9月10日〜9月11日 - ハリケーン・イルマの影響で休業
- 2019年
  - 9月3日 - ハリケーン・ドリアンの影響で休業
  - 9月29日 - 「ディズニー・スカイライナー」開業
  - 12月16日 - 「リビエラ・リゾート」開業
- 2020年
  - 3月16日〜5月19日 - 2019新型コロナウイルスの流行拡大により長期休業[10]
  - 5月20日 - 「ディズニー・スプリングス」が営業再開[11]
  - 7月11日 - 「マジック・キングダム」と「ディズニー・アニマル・キングダム」が営業を再開
  - 7月15日 - 「エプコット」と「ディズニー・ハリウッド・スタジオ」が営業を再開
- 2021年
  - 5月15日 - ディズニー・アニマル・キングダムで「A Celebration of Festival of the Lion King」が公演開始[12]

## リゾート内構成

### ディズニーパーク
- マジック・キングダム (Magic Kingdom) - 魔法の王国がテーマ。東京ディズニーランドのモデルとなった。シンボルは東京ディズニーランドと同様のシンデレラ城。
- エプコット (Epcot) - 未来の生活と世界旅行がテーマ。シンボルは銀色の丸い球体のスペースシップ・アース。日本館がある。
- ディズニー・ハリウッド・スタジオ (Disney's Hollywood Studios) - 映画がテーマ。シンボルはピンク色のハリウッド・タワー・ホテル。
- ディズニー・アニマル・キングダム (Disney's Animal Kingdom) - 世界の動物や恐竜、秘境を通しての環境保護がテーマ。シンボルはツリー・オブ・ライフと呼ばれる巨大な木。

### ディズニーウォーターパーク
- ディズニー・タイフーン・ラグーン (Disney's Typhoon Lagoon) - 台風に襲われた南海の潟湖がテーマ。パーク中央にそびえる山の頂上に船が乗っかっている。
- ディズニー・ブリザード・ビーチ (Disney's Blizzard Beach) - フロリダなのに気候大変動で一面が雪景色という設定。

閉鎖となった施設
- ディズニー・リバー・カントリー (Disney's River Country) - 採算性の問題の為、2001年にクローズ。

### スポーツ施設
- ESPNワイド・ワールド・オブ・スポーツ・コンプレックス (ESPN Wide World of Sports) - アトランタ・ブレーブスの春季キャンプが行われる野球場（スタジアムと練習場）を始め、陸上用トラック、フットボール場やテニス場、バスケットボールやバレーボール用屋内施設など、30以上の広大な複合スポーツ施設群。
- ゴルフコース - ミッキーマウスのバンカーで有名なマグノリアを始めPGAツアー公式試合に使用される5つを含む、6つのコースがある。

### 生涯学習施設
- ディズニー・インスティチュート (Disney Institute) - ディズニー版のカルチャースクールと企業研修所。世界で唯一、一般人がリゾートのバックステージの中に入って、舞台裏を見学できるコースがある。

### 商業施設
- ディズニー・ボードウォーク (Disney's Boardwalk) - エプコット付近にあり、ディズニー直営ホテルもある商業施設。下記のスプリングスと比べると比較的に小規模となっている。
- ディズニー・スプリングス (Disney Springs) - 様々なレストランやショップが並ぶ屋外型商業施設。以前は映画・ピノキオにも出てくる「プレジャーアイランド」という名称であった。

### 交通機関
- ウォルト・ディズニー・ワールド・モノレール・システム

### リゾート・ホテル
| 名前 | 開業日         | 部屋数                         | リゾートエリア                  |
| デラックス |                |                                |                                 |
| ディズニー・アニマル・キングダム・ロッジ Disney's Animal Kingdom Lodge                                                                  | 2001年4月16日  | 1,307                          | アニマル・キングダム            |
| ディズニー・ビーチ・クラブ・リゾート Disney's Beach Club Resort                                                                         | 1990年11月19日 | 576                            | エプコット                      |
| ディズニー・ボードウォーク・イン Disney's BoardWalk Inn                                                                                 | 1996年7月1日   | 378                            | エプコット                      |
| ディズニー・ヨット・クラブ・リゾート Disney's Yacht Club Resort                                                                         | 1990年11月5日  | 621                            | エプコット                      |
| スター・ウォーズ：ギャラクティック・スタークルーザー Star Wars: Galactic Starcruiser                                                    | 2022年3月1日   | 100                            | エプコット                      |
| ディズニー・コンテンポラリー・リゾート Disney's Contemporary Resort                                                                     | 1971年10月1日  | 655                            | マジック・キングダム            |
| ディズニー・グランド・フロリディアン・リゾート&スパ Disney's Grand Floridian Resort & Spa                                               | 1988年7月1日   | 867                            | マジック・キングダム            |
| ディズニー・ポリネシアン・ヴィレッジ・リゾート Disney's Polynesian Village Resort                                                       | 1971年10月1日  | 492                            | マジック・キングダム            |
| ディズニー・ウィルダネス・ロッジ Disney's Wilderness Lodge                                                                              | 1994年5月28日  | 729                            | マジック・キングダム            |
| モデレート |                |                                |                                 |
| ディズニー・カリビアン・ビーチ・リゾート Disney's Caribbean Beach Resort                                                                | 1988年10月1日  | 2,112                          | エプコット                      |
| ディズニー・コロナド・スプリングス・リゾート Disney's Coronado Springs Resort                                                           | 1997年8月1日   | 1,915                          | アニマル・キングダム            |
| ディズニー・ポート・オーリンズ・リゾート - フレンチ・クォーター Disney's Port Orleans Resort – French Quarter                           | 1991年5月17日  | 1,008                          | ディズニー・スプリングス        |
| ディズニー・ポート・オーリンズ・リゾート - リバーサイド Disney's Port Orleans Resort – Riverside                                        | 1992年2月2日   | 2,048                          | ディズニー・スプリングス        |
| バリュー |                |                                |                                 |
| ディズニー・オールスター・ムービーズ・リゾート Disney's All-Star Movies Resort                                                          | 1999年1月15日  | 1,920                          | アニマル・キングダム            |
| ディズニー・オールスター・ミュージック・リゾート Disney's All-Star Music Resort                                                         | 1994年11月22日 | 1,604                          | アニマル・キングダム            |
| ディズニー・オールスター・スポーツ・リゾート Disney's All-Star Sports Resort                                                            | 1994年4月24日  | 1,920                          | アニマル・キングダム            |
| ディズニー・アート・オブ・アニメーション・リゾート Disney's Art of Animation Resort                                                     | 2012年5月31日  | 1,984                          | ワイド・ワールド オブ・スポーツ |
| ディズニー・ポップ・センチュリー・リゾート Disney's Pop Century Resort                                                                  | 2003年12月14日 | 2,880                          | ワイド・ワールド オブ・スポーツ |
| ディズニー・バケーション・クラブ |                |                                |                                 |
| ベイ・レイク・タワー・アット・ディズニー・コンテンポラリー・リゾート Bay Lake Tower at Disney's Contemporary Resort                     | 2009年8月4日   | 428                            | マジック・キングダム            |
| ディズニー・アニマル・キングダム・ヴィラ Disney's Animal Kingdom Villas                                                                 | 2007年8月15日  | 708                            | アニマル・キングダム            |
| ディズニー・ビーチ・クラブ・ヴィラ Disney's Beach Club Villas                                                                           | 2002年7月1日   | 282                            | エプコット                      |
| ディズニー・ボードウォーク・ヴィラ Disney's BoardWalk Villas                                                                            | 1996年7月1日   | 530                            | エプコット                      |
| ディズニー・オールド・キー・ウェスト・リゾート Disney's Old Key West Resort                                                             | 1991年12月20日 | 761                            | ディズニー・スプリングス        |
| ディズニー・ポリネシアン・ヴィラ&バンガロー Disney's Polynesian Villas & Bungalows                                                      | 2015年4月1日   | 380                            | マジック・キングダム            |
| ディズニー・サラトガ・スプリングス・リゾート&スパ Disney's Saratoga Springs Resort & Spa                                                | 2004年5月17日  | 1,320                          | ディズニー・スプリングス        |
| ヴィラ・アット・ディズニー・グランド・フロリディアン・リゾート&スパ The Villas at Disney's Grand Floridian Resort & Spa                 | 2013年10月23日 | 147                            | マジック・キングダム            |
| ボルダーリッジ・ヴィラ・アット・ディズニー・ウィルダネス・ロッジ Boulder Ridge Villas at Disney's Wilderness Lodge                      | 2000年11月15日 | 181                            | マジック・キングダム            |
| コッパークリーク・ヴィラ&キャビン・アット・ディズニー・ウィルダネス・ロッジ Copper Creek Villas and Cabins at Disney's Wilderness Lodge | 2017年7月17日  | 184                            | マジック・キングダム            |
| ディズニー・リビエラ・リゾート Disney's Riviera Resort                                                                                  | 2019年12月16日 | 300                            | エプコット                      |
| キャンプ場 |                |                                |                                 |
| ディズニー・フォート・ウィルダネス・リゾート&キャンプグラウンド Disney's Fort Wilderness Resort & Campground                            | 1971年11月19日 | 800のキャンプ場 409 のキャビン | マジック・キングダム            |
| 住居 |                |                                |                                 |
| ゴールデン・オーク Golden Oak at Walt Disney World Resort                                                                               | 2011年秋       | 450軒                          | マジック・キングダム            |

## イベント
- マラソン - 毎年数回開催。先着順、約半年前に〆切）広大なディズニーワールドならではの4大ディズニーパークの間を走るフルマラソン。プリンセス、スターウォーズなどテーマが毎回変わる。フルマラソン・ハーフマラソン、5Kマラソンとキッズマラソンがある。
- ハロウィン・クリスマスには別売有料チケット購入者限定のイベントがマジックキングダムで行われる。
- NFL・スーパーボウル勝利チームによる優勝パレード - 1987年に行われた第21回スーパーボウル以降、スーパーボウルを制した優勝チームが試合翌日に本施設でパレードを行うのが恒例となっている（新型コロナウイルスの影響により、パレードの開催を取り止めた2021年（第55回）を除く）[13]。
- その他、年中様々なイベントが行われている。

## 近隣
- セレブレーション - フロリダ州にあるディズニー・デベロップメント・カンパニー が設計・開発した街。ウォルト・ディズニー・ワールドの近くに位置する。